# هانتینگبرگ (ایندیانا)
هانتینگبرگ، ایندیانا (به انگلیسی: Huntingburg, Indiana) یک شهر در ایالات متحده آمریکا با جمعیت ۶٬۰۵۷ نفر است که در ایندیانا واقع شده‌است.

## موقعیت جغرافیایی
موقعیت جغرافیایی شهرها و مناطق اطراف به شرح زیر است: